# Гетто в Красныставе
Гетто в Красныставе— еврейское гетто, созданное нацистами в период оккупации Польши во время Второй мировой войны, в городе Красныстав. Существовало с августа 1940 года по 1942 год.

## История
Красныстав был захвачен немецкими войсками 14 сентября 1939 года. Сразу после взятия города нацисты повесили семерых мужчин-евреев, спрятавшихся в подвале одного из домов. В первые дни же оккупанты разграбили еврейские дома и предприятия. 18 сентября 1939 года остатки польских войск возобновили боевые действия в городе и его окрестностях. Нацисты взяли в заложники 40 евреев, и поставили их на линии огня.
После ликвидации очагов сопротивления польской армии, нацисты начали принуждать евреев к работам по обслуживанию своих армейских подразделений, уборке улиц и ликвидации ущерба, причинённого боевыми действиями. В здании местной гимназии немцы устроили специальный штаб для надзора еврейскими рабочими. Это длилось целую неделю. 24 сентября нацисты были вынуждены оставить город подошедшим частям Красной Армии. Однако вскоре советские войска, в соответствии с пактом Молотова — Риббентропа, покинули Красныстав, и в него вновь вошли нацисты.
В начале 1940 года в Красныстав был создан юденрат во главе с Липой Райхман. Организация отвечала за отправку еврейских бригад на принудительные работы. Большинство из них было занято строительством нового моста через реку Буг и ремонтом домов, разрушенных в первые месяцы войны. Юденрат за взятки позволял состоятельным людям освобождаться от трудовых обязанностей. Весной 1940 года была создана еврейская полиция, состоящая из десяти человек. Основной их обязанностью являлось сопровождение рабочих за пределы города и сбор платежей с евреев по требованию немцев. Большинство полицейских были родственниками или близкими друзьями членов юденрата.

## Гетто
Нацисты создали гетто в Красныставе в августе 1940 года. В гетто собрали евреев из города, его окрестностей, а также из Чехии, Словакии и других оккупированных территорий. Всего его узниками стало около 2000 человек. С началом войны между Германией и Советским Союзом Красныстав стал перевалочным пунктом для немецких армейских частей, направлявшихся на фронт. Нацисты без повода нападали на жителей гетто, грабили их и даже расстреливали евреев, просто ходивших по улицам. В это же время немцы разрушили синагогу. Зимой 1941—1942 года положение евреев гетто ухудшилось в результате наплыва беженцев, изгнанных из Чехословакии и других районов, вошедших в состав рейха. Как следствие, острая нехватка продовольствия привела к многочисленным смертям в гетто. Особенно — среди беженцев.

## Ликвидация гетто
Ликвидация гетто в Красныставе началась 12 апреля 1942 года. В город прибыли части СС вместе с украинскими вспомогательными подразделениями. Евреям было приказано в течение получаса собраться на рыночной площади. Им разрешили взять с собой личные вещи и немного еды. Около 2000 евреев, собравшихся на рыночной площади, были транзитом через гетто Избицы отправлены в лагерь смерти в Белжеце. В Красныставе оставалась небольшая группа узников, которая занималась сортировкой изъятого у евреев имущества. Вскоре часть из них была расстреляна, а оставшиеся направлены в лагерь в Травниках.